# Reichsstädtische Münze

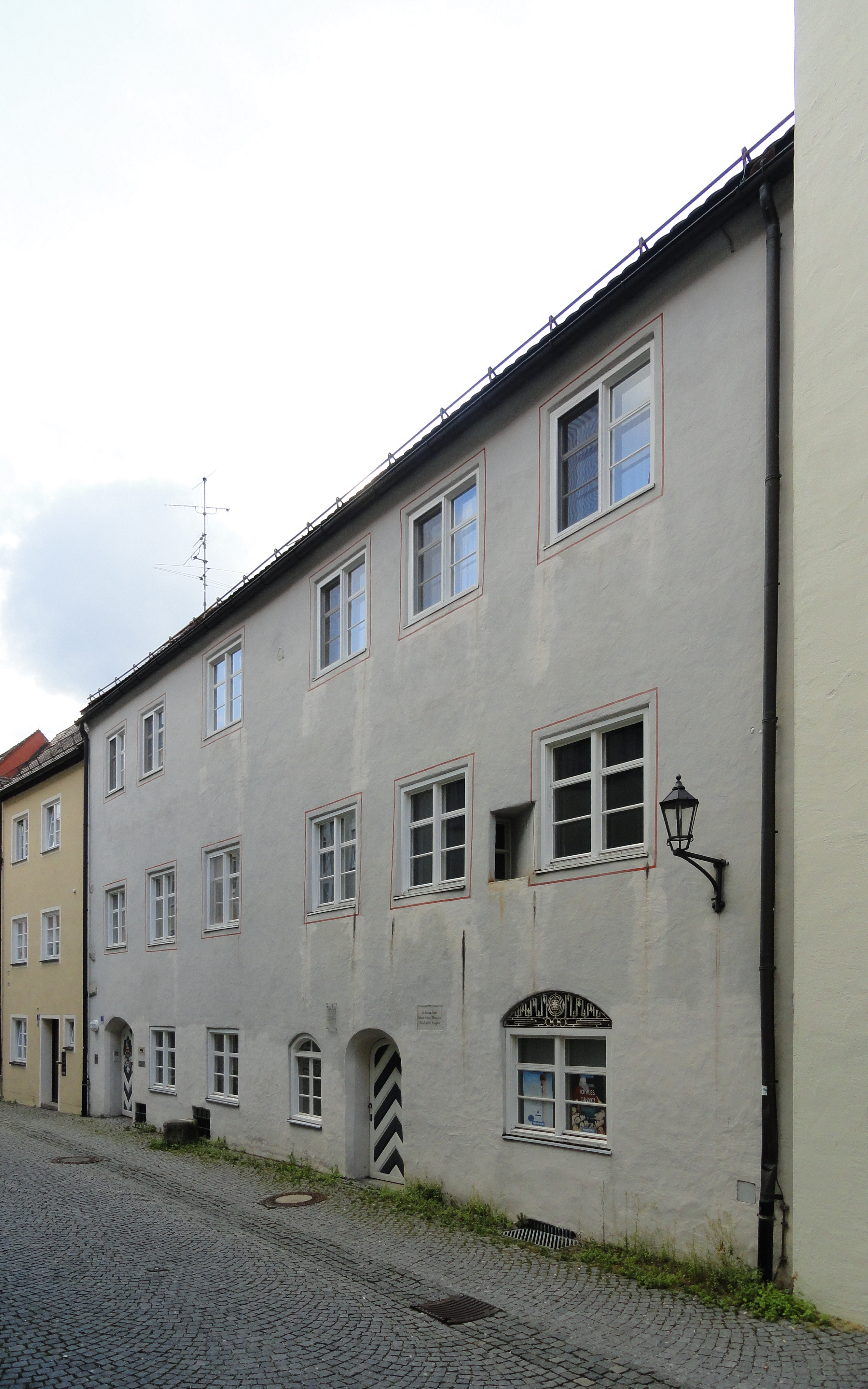
Die denkmalgeschützte Reichsstädtische Münze

Die Reichsstädtische Münze ist ein denkmalgeschützter Bau in Kempten (Allgäu) mit der Anschrift Schützenstraße 7. Der gotische Traufseitbau mit drei Geschossen stammt aus dem 15. Jahrhundert. 
Die Reichsstadt Kempten hat 1510 das Recht zur Münzprägung erhalten.
In der Reichsstädtischen Münze wurde das Zahlungsmittel der damaligen Zeit geprägt. Heute hat der Heimatverein Kempten in der Münze seinen Geschäftssitz. Im April 2012 eröffnete im Erdgeschoss und einem Teil des 1. Obergeschosses die „Galerie kunstreich“ des artig e.V. In der Galerie werden im monatlichen Wechsel Einzel- und Gruppenausstellungen von Künstlern gezeigt.

## Beschreibung

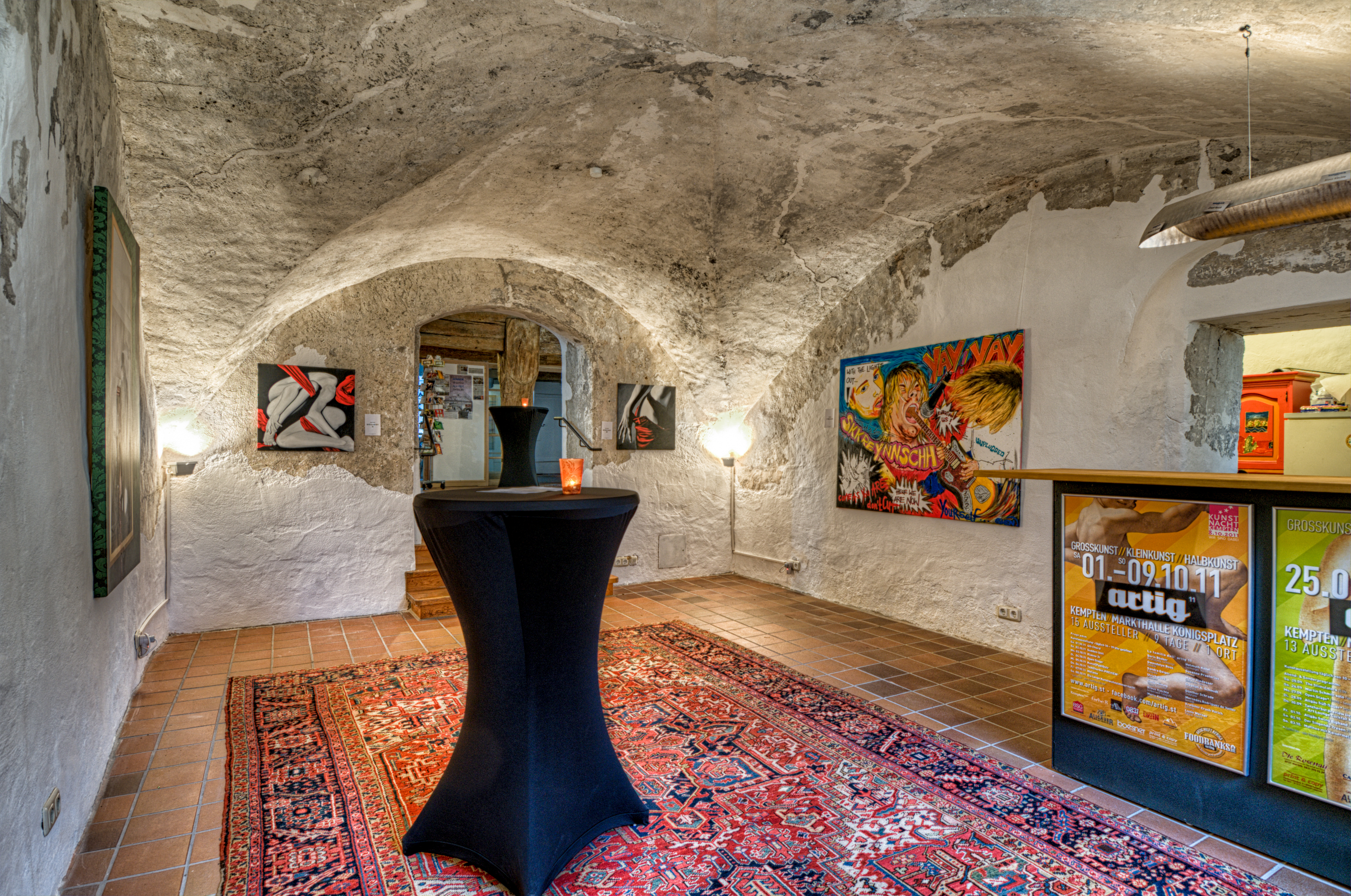
Erdgeschoss mit einer Kunstausstellung in der „Galerie kunstreich“

Das mit sechs Fensterachsen versehene Haus ist mit einem Tonnengewölbe unterkellert. Auch Teile des Erdgeschosses sind überwölbt. Das Treppengeländer besteht aus gesägten Balustern, die Brüstung im Obergeschoss aus Rundbalustern. Im ersten Obergeschoss ist eine Bretter-Lattendecke mit Kleeblattfries, die teilweise mit Ziernägeln befestigt ist. Im Haus wurde eine Wandbemalung aufgedeckt, die unter anderem ein rot-weißes Schachbrettmuster in Kachelgröße zeigt. Im Dachgeschoss steht ein Wellbaum.